# Punisher: War Zone
Punisher: War Zone, amerikansk långfilm från 2008.

## Handling
Efter att Frank Castles (Ray Stevenson) familj blivit mördade av brottslingar ger han sig ut på ett obarmhärtigt enmannakrig mot all brottslighet. Han tar sikte mot maffiabossen Billy Russoti (Dominic West) och ger honom en minnesbeta för livet. Den ärrade Russoti tänker utkräva hämnd på Castle och under sitt nya alias: Jigsaw. Med "Punisher Task Force" i hälarna och när FBI är oförmögna att sätta fast Jigsaw, ser Castle sig tvungen till att ta saken i egna händer. Han måste ta sig förbi Jigsaws nyrekryterade armé och ge den ärrade brottslingen det straff han förtjänar.

## Rollista (i urval)
- Ray Stevenson - Frank Castle/The Punisher
- Dominic West - Billy Russoti/Jigsaw
- Doug Hutchison - James Russoti/Loony Bin Jim
- Colin Salmon - Paul Budiansky
- Wayne Knight - Linus Lieberman/Microchip
- Dash Mihok - Martin Soap
- Julie Benz - Angela Donatelli
- Stephanie Janusauskas - Grace Donatelli
- Mark Camacho - Pittsy
- Keram Malicki-Sánchez - Ink